# Pittore di Pistosseno
Pittore di Pistosseno (fl. 475 a.C. / 450 a.C.) è il nome convenzionale assegnato ad un ceramografo attico, uno dei più precoci autori del primo classicismo a figure rosse e il più importante tra i pittori di kylikes a fondo bianco. La tavolozza del Pittore di Pistosseno è costituita da bruno e giallo diluiti per tracciare le figure, e da rosso, azzurro e violetto aggiunti, un modo di dipingere che sembra derivare dal Pittore di Brygos..

## Attività
Prende il nome da uno skyphos ritrovato a Vulci e firmato da Pistoxenos, un ceramista conosciuto tramite sei vasi firmati, uno dei quali decorato da Epitteto. Tra i ceramisti con i quali ha collaborato il Pittore di Pistosseno troviamo Eufronio, autore di tre importanti sue kylikes con il tondo interno decorato a fondo bianco. A definire la cronologia della sua attività intervengono infine le acclamazioni a Glaukos, figlio di Leagros e generale tra il 433 e il 423 a.C., databili intorno al 470 a.C. L'individuazione della autonomia del Pittore di Pistosseno, con le sue circa quaranta opere attribuite, rispetto alla produzione del Pittore di Pentesilea, del quale era originariamente considerato la fase giovanile, si deve a John Beazley. Tra le caratteristiche che accomunano i due ceramografi vi è la perfetta e precoce comprensione del profilo dell'occhio umano.

## Opere
Una delle prime opere del Pittore di Pistosseno è la coppa frammentaria conservata a Berlino con una fanciulla e Achille, del cui volto si sottolinea la vicinanza al volto di Armodio del Gruppo dei Tirannicidi, a conferma di una datazione intorno al 475 a.C. Più recente è la kylix frammentaria del Museo archeologico nazionale di Atene con la morte di Orfeo, mentre ad un periodo di piena maturità, per la maestria nell'accostamento tra le due figure contrastanti della menade e del satiro nel tondo, viene assegnata la kylix trovata a Locri e conservata al Museo archeologico nazionale di Taranto.